# Dusona auriculator
Dusona auriculator är en stekelart som beskrevs av Aubert 1964. Dusona auriculator ingår i släktet Dusona och familjen brokparasitsteklar. Inga underarter finns listade i Catalogue of Life.